# Zemelj
Zemelj – wieś w Słowenii, w gminie Metlika. W 2018 roku liczyła 53 mieszkańców.